# Захарченко Ігор Григорович
Ігор Григорович Захарченко ( 26 грудня 1941 — 17 квітня 2017) —   радянський та український педагог, кандидат фізико-математичних наук, професор.

## Біографічні відомості
Ігор Григорович Захарченко народився 26 грудня 1941 року в м. Куйбишев.
В 1963 році закінчив фізичний факультет Одеського державного університету імені І. І. Мечникова, в 1968 році — аспірантуру Одеського державного педагогічного інституту імені К. Д. Ушинського. В 1970 році захистив дисертацію «Дослідження пружної анізотропії й текстури листового титану» на здобуття наукового ступеня кандидата фізико-математичних наук. В 1975 році надано вчене звання доцента, а в 1992 році — вчене звання професора кафедри фізики.
З 1969 року до 2017 року викладав у Південноукраїнському національному педагогічному університеті імені К. Д. Ушинського. В 1972—1975 роках завідував кафедрою фізики, в 1974—1975 роках був деканом фізико-математичного факультету.
У 1975—2015 роках (40 років) працював проректором з наукової роботи. Зробив вагомий внесок у підготовку педагогічних кадрів вищої кваліфікації (були відкриті: докторантура, спеціалізовані вчені ради з захисту кандидатських та докторських дисертацій з педагогіки, психології, філософії, політології. фізики твердого тіла), у розвиток вишівський науки. У грудні 1976 — лютому 1977 року виконував обв'язки ректора Одеського педагогічного інституту.
Помер 17 квітня 2017 року в м. Одеса, похований на Новоміському (Таїровському) кладовищі.

## Наукова діяльність
Наукові інтереси були у галузях рентгеноструктурного аналізу металів та сплавів, дослідження механічних якостей матеріалів та їх зв'язку з характеристиками текстур та структурними дефектами.
Є автором понад 90 наукових публікацій.

### Деякі праці
- Особенности анизотропии упругости свойств и текстурообразования в местах сплавов// Физика конденсированного состояния. — К., 1980. — С. 9 — 16.
- Влияние термомеханической обработки на анизотропию упругих свойств в листовом сплаве ВТ20// Влияние термической обработки на свойства титановых сплавов. — Днепропетровск, 1981. — С. 166—168.
- Влияние олова и алюминия на энергию дефектов упаковки, текстуру и анизотропию модуля Юнга холоднокатаного титана// Роль дефектов в физико-механических свойств твердых тел. — Ч. 1. — Барнаул, 1985. — С. 118—119.
- Влияние способа прокатки на упрочнение изделий сплава ВТ-6С// Совершенствование существующих и создание новых ресурсостерегающих технологий. — Ч. 2. — Минск, 1991. — С. 138—139.

## Нагороди
- За особистий внесок у розбудову національної освіти, розвиток наукових досліджень, втілення сучасних форм навчання в 1994 році надано почесне звання «Заслужений працівник освіти України»
- Медаль А. С. Макаренка.
- Знаки міністерств освіти «Відмінник освіти СРСР», «Відмінник народної освіти УРСР».